# Заштитно одело космонаута
Заштитно одело космонаута, други назив свемирско одело или скафандер (енгл. Space suit; рус. Скафандр), је одевни предмет који космонауте одржава у животу при изласку у негостољубиво окружење које влада у отвореном свемиру – вакуум, повећана доза радиоактивности и темературни екстреми. Мање компликоване верзије ових одела космонаути носе и унутар својих свемирских летелица, приликом полетања ракетом-носачем као и приликом слетања, како би били заштићени уколико дође до изненадног губитка притиска у кабини. Одела су непходна приликом изласка у отворени свемир (шетњи свемиром), када космонаути излазе да раде изван својих свемирских летелица. Свемирска одела су за ту намену ношена у ниској Земљиној орбити, на површини Месеца, као и у дубоком свемиру при повратку астронаута пројекта Аполо са Месеца на Земљу. Модерна свемирска одела уместо обичног одела под притиском користе сложену опрему и системе за одржавање потребних услова унутар одела како би космонауту било што удобније, и како би се што више смањио напор који он мора да уложи како би савио руке и ноге, јер се одела са танким зидовима природно укруте у вакууму. Данас се најчешће користи самоодржив систем за доток кисеоника и одржавање притиска, температуре и влажности ваздуха унутар одела, како би се космонаут што слободније кретао у вакууму свемира, без потребе за везом са својим свемирским бродом путем које би му се обезбеђивали сви ови услови. Космонаути су са својом летелицом повезани само сигурносним везама, како би у случају да отплутају од летелице могли преко тог ужета (обично врло танког, израђеног од кевлара или неког сличног снажног материјала) да се врате.
Неке од захтева који се постаљају пред заштитна одела космонаута морају испунити и пресуризована одела која носе пилоти приликом неких специфичних мисија, попут летова шпијунским летелицама на веома великим висинама. Изнад Армстронгове границе (која износи око 19.000 метара), атмосферски притисак је толико низак да су пресуризована одела неопходна.
Прва у потпуности пресуризована одела за употребу на веома великим висинама осмислили су независни проналазачи још 1930-их година. Прво свемирско одело ношено у орбити било је совјетско одело СК-1, које је носио Јуриј Гагарин током свог чувеног лета 1961. године.

## Захтеви
Заштитно одело космонаута мора да обавља више функција како би обезбедило оптималне услове за сигуран и удобан рад космонаута, унутар или изван свемирске летелице. Одело мора да обезбеди:
- Стабилан атмосферски притисак унутар одела. Овај притисак може бити мањи у односу на атмосферски притисак који влада на Земљи, јер обично нема потребе да се у оделу налази азот (који чини око 78% Земљине атмосфере и људско тело од њега нема користи). Мањи притисак у оделу космонауту омогућава већу покретљивост када га носи, али је неопходно да пре уласка у одело одређено време удише чист кисеоник како не би задобио декомпресиону болест.
- Покретљивост. Покретима космонаута обично се одело опире због тога што постане круто у вакуумском окружењу. Боља покретљивост постиже се пажљивим пројектовањем зглобова и спојева на оделу.
- Залиху кисеоника за дисање и уклањање вишка угљен-диоксида. Ови гасови циркулишу уз помоћ система унутар свемирске летелице, или у случају одела за шетње свемиром помоћу портабилног система за одржавање услова за живот (енгл. Portable Life Support System, PLSS).
- Регулацију температуре. За разлику од услова на Земљи, где се топлота може преносити путем конвекције на атмосферу, у свемиру се топлота може изгубити само преко топлотног зрачења или путем кондукције топлоте на објекте који су у контакту са спољашњом површином одела. Пошто температура спољашњости одела значајно варира у односу на то да ли је у току дневни или ноћни део орбите, одело је изоловано са више слојева (и преко 15) како би се температура одржала на оптималном нивоу.
- Систем за комуникацију.
- Средства за прикупљање и задржавање течних и чврстих отпадних материја из организма (мокраће и столице), за шта се најчешће користи посебно дизајнирана пелена (енгл. Maximum Absorbency Garment).

Поред ових захтева, који су неопходни за свако свемирско одело, постоје и опциони захтеви који се не морају примењивати, али су пожељни ради удобности космонаута и повећане сигурности. Ти захтеви су:
- Напреднија одела боље регулишу температуру космонаута уз помоћ комбинезона за течно расхлађивање и вентилацију (енгл. Liquid Cooling and Ventilation Garment, LCVG) који је у контакту са кожом космонаута. Тако се боље регулише његова телесна температура, а вишак топлоте се затим избацује у свемир преко радијатора на уређају PLSS.
- Заштита од ултраљубичастог зрачења.
- Макар делимична заштита од зрачења субатомских честица.
- Могућност да се маневрише око свемирске летелице, и да се за њу прикачи или откачи помоћу неке еластичне везе (сигурносног ужета).
- Заштита од микрометеорида, од којих се неки крећу брзинама преко 27.000 km/h, и која се обезбеђује слојем за термалну и заштиту од миктометеорида (енгл. Thermal Micrometeoroid Garment, TMG), који представља слој одела који се налази у додиру са вакуумом. Из искуства се сазнало да је највећа могућност да дође до удара микрометеорида када се космонаут налази унутар гравитационог поља месеца или планете, тако да су ове мере заштите први пут употребљене на оделима која су астронаути користили током шетњи по површини Месеца у склопу Аполо мисија.

Као саставни део астронаутичке хигијене (у коју спадају заштита космонаута од ектремних температура, радиоактивности и друго), заштитно одело космонаута је неопходно при изласку у отворени свемир. Аполо/Скајлаб A7L свемирско одело имало је укупно 11 слојева: унутрашњу поставу, LCVG, слој под притиском, слој за затезање, још један слој поставе и TMG који се састојао из пет алуминијумских изолационих слојева као и додатног шетог слоја преко који је био направљен од белог орто-материјала (енгл. Ortho-Fabric). Овако опремљено свемирско одело може да заштити астронауте од темепратурних варијација у границама од −156 °C до 121 °C.
Током истраживања Месеца или Марса, постоји могућност да се на оделима накупи значајна количина прашине са површине. Када космонаути прођу кроз хипобаричну комору и уђу назад у свој хабитациони модул, скидају одела и тада постоји могућност да се прашина са одела пренесе на остале површине и тако их контаминира, а самим тим се повећава и ризик да ће је космонаути затим удахнути или додирнути кожом. Астринаутички хигијеничари тренутно раде на развоју материјала који не задржава на себи велику количину прашине, тако да би већина могла да спадне уколико би астронаути пре уласка у хипобаричну комору једноставно протресли одело, или га обрисали неком крпом или метлицом. Иновативне методе уласка и изласка из хабитационог модула могле би значајно да умање ризик од уношења прашине. Једна оваква метода, на чијем развоју НАСА активно ради већ неколико година, је „порт“ за свемирско одело. Код ове методе, конструкција одела је таква да се одело налази прикачено леђима (делом на којем се код садашњих одела налази велики „ранац“ са свом опремом за дисање, контролу температуре и осталих услова) за модул у којем су космонаути. Тај део одела сличан је оделима Орлан која данас користи Русија, и кроз која космонаути улазе с леђа, кроз врата. Због ефикаснијег дизајна и примене најновијих технологија ово ново одело имаће знатно мањи „ранац“ од садашњих, тако да ће космонаут једноставно ући кроз леђа одела, док ће затим неко за њим затворити поклопац. Затим се одело одваја од модула са посадом и космонаут може да иде у истраживање.
Када се врати, поступак се понавља уназад, тако да сви сегменти одела на којима се најчешће накупи највише прашине (ноге и руке) остају ван модула, док са унутрашњим делом модула само поклопац има интеракцију (с тим да постоји и поклопац са стране хабитационог модула, тако да када се он затвори ниједан део одела не може нашкодити космонаутима).
У оделима која користи агенција НАСА, комуникација се успоставља преко капе која се навлачи на главу, а у коју су уграђени микрофон и слушалице. Због боје ове капе која је коришћена током мисија Аполо и Скајлаб, а које су изгледом подсећале на лик из цртаног филма Снупи, ове капе су назване „Снупи капе“. Унутар кациге свемирског одела, на доњем делу визира, уграђени су мали јастучићи о које космонаути могу да почешу нос уколико их засврби. Ово је само једна од многих ставки које су научене кроз деценије развоја свемирских одела, а све у циљу да космонаутима током рада изван свемирске летелице буде што удобније. Такође, космонаутима је на располагању и мала кеса, запремине око 2 литра, из које сламчицом могу да пију воду, пошто неке шетње свемиром трају и преко 8 сати.

## Компоненте
Заштитна одела космонаута која се тренутно користе за шетње свемиром углавном имају исте компоненте, док се разликују само по неким техничким решењима и технологији израде. Иако је Кина спровела шетњу свемиром и поседује свемирско одело које је у потпуности направљено од стране кинеских инжењера, без увоза страних компоненти (мада су неки системи урађени по узору на одела Орлан која је Кина купила од Русије), то одело је коришћено само једном у трајању од око 20 минута, тако да се уопштено гледано тренутно активно користе само два типа свемирских одела – руско Орлан и америчко EMU. Неке од компоненти које ова одела посеудују су:
- Тврди горњи торзо је секција одела која је израђена од чврстог материјала, обухвата торзо космонаута, и чини језгро свемирског одела и стабилну основу на коју су монтиране остале компоненте. На предњој страни торзоа налази се мали рачунар којим космонаути могу контролисати разне параметре током шетње – подешавање температуре унутар одела, појачавање или смањивање звука у слушалицама, палити и гасити светла, повећати или смањити притисак унутар одела, проток кисеоника, јачину осветљења дисплеја, као и прекидач који у случају да дође до квара аутоматског активирања микрофона у оделу могу притиснути да комуницирају са контролом. Занимљиво је да су све ознаке на овим контролама одштампане изврнуто, односно као у огледалу. Ово је било неопходно јер космонаути не могу да се савију и виде где је која команда, јер је одело круто, и кроз визир виде само ограничен простор око себе. Инжењери су овај проблем решили тако што су натписе одштапали изврнуто гледано изван одела, а на рукаве одела се постављају два мала огледала уз помоћ којих космонаут из одела може прочитати која је која команда.
- Ранац је део одела који се налази на леђима одела и у њему се налазе сви системи који одржавају погодне услове унутар одела – боце са кисеоником, систем за екстракцију вишка угљен-диоксида, расхладни систем, батерије за напајање свих ових система и осветљења, и друго. На америчким оделима се на овај ранац монтира систем Simplified Aid for EVA Rescue (SAFER), у преводу поједностављени систем за спашавање током EVA. Овај систем садржи малу количину горива под притиском и мале реактивне моторе који се могу контролисати са два џојстика. Систем је развијен у случају да се косомнаут током шетње откачи од летелице или станице, и крене да иде ка отвореном свемиру, и у том случају би помоћу овог система могао да се врати назад на сигурно. С друге стране, руска одела немају ову могућност, тако да се приликом излска у отворени свемир у њима користе јаче везе са летелицом (дебљи канапи) што успорава рад космонаута. Руска одела Орлан су специфична по томе што се леђа одела (на којима је „ранац“) отварају, и уједно су и врата (поклопац )кроз која космонаути улазе и излазе из одела. Тако се значајно скраћује време потребно да се одело обуче и да се изађе у отворени свемир. Код америчких одела прво се облаче панталоне, а затим се астронаути увлаче у тврди горњи торзо са доње стране, и цео тај процес је веома напоран јер су одела конструисана да буду уска уз тело.

- Кацига одела поседује велики визир кроз који космонаути могу добро видети око себе док су у вакууму свемира. Преко овог визира може се навући додатни визир који је пресвучен танким слојем злата, и космонаутима помаже током дневног дела орбите (када сунчеви зраци падају на место рада) како би заштитили очи од интензивних Сунчевих зрака. Да ова заштита не постоји, дошло би до трајног оштећења вида код космонаута, јер нема атмосфере да заптити њихове очи. На руским оделима на врху кациге постоји додатни отвор кроз који космонаути могу видети изнад себе. Са леве и десне стране на кацигу су монтирана светла која космонаутима помажу током ноћног сегмента орбите, како би видели место рада. Код америчких одела на горњи део кациге монтирана је камера са предајником за бежични пренос видео сигнала. Преко ове камере контролори на Земљи могу уживо видети шта тренутно астронаут ради, контролисати да ли је прескочен неки корак током рада и наводити их кроз цео тај поступак. Руска одела нису опремљена овим системом, али се током руских шетњи обично позајмљује систем са америчких одела и привезује се жицом за кацигу одела Орлан, тако да се може пратити рад космонаута. Од 2014. године руски космонаути током изласка у отворени свемир на рукаве привезују GoPro камеру, којом могу забележити свој рад и призоре Земље.

- Рукавице су веома битан део одела. Током изласка у отворени свемир део тела који се највише хлади су прсти на рукама и ногама, због смањене циркулације крви. Због тога су у рукавице уграђени посебни грејачи који одржавају температуру прстију и целе шаке како би космонаут могао без проблема да ради свој посао. Дланови рукавица прекривени су посебним материјалом који је веома отпоран на огреботине и оштећења, а у исто време је помало лепљив како би космонаути имали што боље приањање при хватању објеката, алата или при кретању од рукохвата до рукохвата по спољашњости летелице. Сваки пар рукавица је веома скуп (цена је и преко милион долара), и једино се рукавице праве по величинама тако да их не могу носити сви космонаути. С друге стране, величина одела се може подешавати, тако да једно одело могу користити особе различитих висина.

## Одела од историјског значаја

#### Совјетска и руска свемирска одела
- СК-1 серија су заштитна одела космонаута која су коришћена током програма Восток (1961–1963). Ово одело носио је Јуриј Гагарин током првог људског орбиталног свемирског лета.
- Током мисије Восход-1 нису ношена свемирска одела; ова мисија је прва свемирска мисија са више од једног члана посаде (у свемир су летела три совјетска космонаута).
- Беркут („Беркут“ је руски назив за сурог орла) је модификовано СК-1 одело које су носили космонаути мисије Восход-2; током ове мисије космонаут Алексеј Леонов је у оделу Беркут спровео први излазак у отворени свемир (18. март 1965. године).
- Од мисије Сојуз 1 до мисије Сојуз 11 (од 1967. до 1971. године) космонаути нису носили одела под притиском током лансирања и повратка у атмосферу из свемира.
- Јастреб (рус. Ястреб) је било свемирско одело које су космонаути користили приликом трансфера посаде имеђу летелица Сојуз 4 и Сојуз 5 (16. јануар 1969. године).
- Кречет-94 („Кречет“ је руски назив за врсту сокола која живи на Арктику) је совјетско свемирско одело које је требало да космонаути носе током шетњи по површини Месеца; пошто је совјетски програм за слање људи на Месец отказан, ова одела нису летела у свемир.
- Стриж („Стриж“ је руски назив за чиопе, врсту птица) су била свемирска одела развијена за космонауте који је требало да лете на совјетском спејс-шатлу Буран.
- Сокол („Сокол“ је руски назив за птицу соко) су свемирска одела која космонаути носе приликом лансирања и повратка на Земљу у летелици Сојуз. Први пут космонаути су их носили током мисије Сојуз 12. У употреби су од 1973. године до данас.
- Орлан („Орлан“ је руски назив за белоглавог орла или морског орла) је свемирско одело пројектовано за изласке у свемир у орбити током мисија на Месец (није било намењено за шетње по површини Месеца). Ово одело тренутно користе руски космонаути приликом шетњи свемиром. У употреби од 1977. године до данас (током година је спроведено више модернизација одела).

- Одело СК-1
- Одело Беркут
- Одело Јастреб
- Одело Кречет
- Одело Стриж
- Одело Сокол
- Одело Орлан-МК

#### Америчка свемирска одела
- Раних 1950-их година, Зигфрид Хансен и његове колеге у компанији Litton Industries пројектовали су и изградили одело направљено од тврдих материјала (енгл. hard-shell, буквално преведено тврда љуска), које је коришћено у вакуумски коморама и претеча је одела која су коришћена у мисијама са људском посадом агенције НАСА.[2]
- Navy Mark IV одело било је намењено за летове на великим висинама, као и за летове у вакуумско окружење свемира током мисија пројекта Меркјури (1961–1963).
- Џемини одела (1965–1966) развијена су у три варијанте: G3C одело које су астронаути носили унутар свемирских летелица, G4C одело које је било наменски пројектовано за излазак у отворени свемир али се могло користити и током боравка унутар свемирске летелице, и G5C одело које је наменски пројектовано за мисију Џемини 7, током које су астронаути у орбити провели 14 дана.
- Manned Orbital Laboratory MH-7 свемирска одела која су била развијена за отказани истоимени пројекат.
- Аполо Блок I A1C одело (1966–1967) је било дериватив Џемини свемирског одела, које су астронаути примарних и резервних посада носили током тренинга за прве две мисије пројекта Аполо. Најлонска постава одела истопила се и прогорела при јаком пожару који је букнуо током мисије Аполо 1, чија је цела посада страдала. Ова одела су након тога повучена из употребе из сигурносних разлога, и почело се са радом на развоју новог одела.
- Аполо/Скајлаб A7L одела за шетње свемиром и Месецом. Ово су била „Блок II“ одела пројекта Аполо, и астронаути су их носили током свих једанаест мисија овог пројекта са људском посадом, као и током три мисије на станицу Скајлаб и током тест пројекта Аполо-Сојуз, у периоду између 1968. и 1975. године. Најлонски слој замењен је „бета“ тканином која је била отпорна на ватру, а све након трагичног пожара Апола 1. На овом оделу EMUпрви пут је уграђен комбинезон за расхлађивање путем течности који је у додиру са кожом астронаута, као и спољашњи слој за заштиту од микрометеорида.
- Shuttle Ejection Escape Suit одело коришћено је у мисијама од СТС-1 (1981) до СТС-4 (1982) током којих их је двочлана посада шатла користила у комбинацији са избацивим седиштем. Развијено је на бази одела које су користили пилоти АРВ. Ова одела су изашла из употребе када је шатл сертификован за употребу.
- Од мисије СТС-5 (1982) до мисије СТС-25 (1986) астронаути нису носили пресуризована одела приликом лансирања и слетања. Посада је носила само плава одела слична онима које носе пилоти са кацигама које им обезбеђују залиху кисеоника.
- Launch Entry Suit одела први пут су коришћена током мисије СТС-26 1988. године, прве мисије након несреће спејс-шатла Чаленџер. Овај модел одела био је делом пресуризован и базиран на моделу одела које су носили пилоти АРВ.[3] Коришћено је током мисија спејс-шатла између 1988. и 1998. године.
- Advanced Crew Escape Suit одело користило се на мисијама спејс-шатла од 1994. године.[тражи се извор] Ово одело носила је посада орбитера спејс-шатла током ласнирања и при повратку на Земљу. Одело је развијено на основу лекција научених из ранијих модела, међу којима су одела за пилоте шпијунских авиона Lokid SR-71 и U-2 који су летели на веома великим висинама, пилота-астронаута летелице Норт Америкен X-15 и пројекта Џемини, и одела Launch Entry Suit које је претходно коришћено у програму Спејс-шатл од мисије СТС-26.
- Extravehicular Mobility Unit (EMU) је заштитно одело које су астронаути користили и током мисија спејс-шатла, а које се и данас користи приликом изласка у отворени свемир са Међународне свемирске станице. EMU је независни антропоморфни систем који обезбеђује заштиту, мобилност, систем за одржавање услова за живот и комуникацију астронаутима који са спејс-шатла или МСС излазе у отворени свемир у орбити око Земље. У употреби је од 1982. до данас, уз одређене модификације и додавање савремених технологија.

- Одело Меркјури
- Одело Џемини
- Аполо Блок
- (СТС-5 до СТС-25)

#### Кинеска свемирска одела
- Шугуан одело. Прва генерација заштитног одела, које би тајконаути[б] користили приликом изласка у отворени свемир, развијеног за отказани Пројекат 714. Одело је било наранџасте боје, и вишеслојну структуру од полиестерских влакана. Тајконаути су могли да га користе унутар кабине као и приликом свемирских шетњи.[4][5]
- Одело Пројекта 863, је одело које је требало да буде друга генерација кинеских свемирских одела, али је пројекат њиховог развоја отказан.
- Шензоу (神舟) одело, је одело које је први носио тајконаут Јанг Ливеј током мисије Шензоу 5, прве кинеске мисије у свемир са људском посадом. Ово одело умногоме подсећа на руско одело Сокол, али се верује да је одело развијено у Кини, и да није увозна верзија руског одела.[6][7] Са фотографија се види да одело коришћено од наредне мисије Шензоу 6 није исто, већ унапређено, и такође се наводи да је то ново одело лакше од претходног.[8]
- Haiying (海鹰号航天服) свемирско одело намењено је за шетње свемиром. Ово одело је верзија одела Орлан-М коју је Кина купила од Русије. Одело је коришћено током мисије Шензоу 7.
- Феитан (飞天号航天服) свемирско одело намењено је за шетње свемиром. Нова генерација одела које је у потпуности развијено у Кини. Ово одело такође је коришћено током мисије Шензоу 7. Пројектовано је за изласке у отворени свемир у трајању до седам сати.[тражи се извор] Кинески тајконаути тренирали су са оваквим оделима још од јула 2007. године, и показало се да је покретљивост унутар одела значајно ограничена, и да је одело круто. Једно овакво одело има масу од 110 kg.[9]

- Одело Шензоу (Шензоу 5)
- Одело Шензоу (од Шензоу 6 на даље)
- Одело Феитан